# Can Ros (Subirats)
Can Ros és una masia de Subirats (Alt Penedès) protegida com a bé cultural d'interès local.

## Descripció
La masia de Can Ros està situada dalt d'un turó, en una zona propera al nucli dels Casots. És de tipus basilical amb planta baixa, pic i golfes. El portal d'accés presenta arc de mig punt adovellat. Les finestres tenen marcs de pedra, material utilitzat també a les cantoneres de l'edifici. Té un cos lateral adossat on destaca una finestra emmarcada en pedra i amb motllura trencaaigües. Les cobertes són a dues aigües de teula àrab.

## Història
A l'edifici es troben inscripcions amb dates que corresponen a diversos moments: 1673, 1772, 1777 i 1784. Un dels propietaris, Llorenç Ros, fou batlle de Subirats el 1698.